# Ella és el partit
Ella és el partit (títol original en anglès, Leatherheads) és una pel·lícula de comèdia d'esports del 2008 produïda per Universal Pictures dirigida i protagonitzada per George Clooney. La pel·lícula també és protagonitzada per Renée Zellweger, Jonathan Pryce i John Krasinski i se centra en els primers anys del futbol americà professional. ES va estrenar el 4 d'abril de 2008, Va rebre crítiques diverses i va recaptar només 41 milions de dòlars contra el seu pressupost de 58 milions de dòlars. Ha estat doblada al català.

## Trama
El 1925, Jimmy "Dodge" Connelly (George Clooney) és capità dels Duluth Bulldogs, un equip professional de futbol americà en dificultats. Dodge està decidit a salvar tant el seu equip com el futbol professional en general quan els jugadors perden el seu patrocinador i la lliga està a punt del col·lapse. Convènce l'estrella del futbol universitari de la Universitat de Princeton, Carter "the Bullet" Rutherford, perquè s'uneixi als Bulldogs, amb l'esperança de capitalitzar la fama de Carter com a heroi condecorat de la Primera Guerra Mundial (com Alvin York, va capturar sol un gran grup de soldats alemanys de l'Exèrcit Alemany Imperial). A més de les seves històries llegendàries d'heroisme de combat, Carter té una bona aparença i una velocitat i habilitat inigualables al camp. Com a conseqüència de la seva presència, tant els Bulldogs com el futbol professional en general comencen a prosperar.
La reportera del diari Chicago Tribune Lexie Littleton es converteix en l'objecte dels afectes tant de Dodge com de Carter. La Lexie ha estat assignada per trobar proves que l'heroicisme bèl·lic de Carter és fals. Carter confessa que la rendició dels alemanys va ser un accident afortunat i que el seu paper va ser més estúpid que heroic. Carter aviat descobreix l'agenda de la Lexie i està doblement ferit quan s'assabenta que Dodge i Lexie comencen a mostrar afecte l'un per l'altre i fins i tot es van fer un petó. La baralla següent pels afectes de la Lexie la desanima. Estimulada per les amenaces del gerent de Carter, decideix publicar la història.
La història provoca una tempesta d'acusacions i retrets. El gerent de Carter recorre a negocis ombrívols per encobrir-ho, fins i tot subornant el testimoni original per canviar la seva història.
Els intents de Dodge de legitimar el futbol professional prenen vida pròpia. El nou comissari de futbol designat pel Congrés dels Estats Units formalitza les regles del joc, eliminant les travessias d'improvisació. A més, el comissari s'encarrega d'aclarir la polèmica de Carter per donar exemple a la nova direcció del futbol professional.
Amb el món sencer contra la Lexie (fins i tot el Tribune l'està empenyent a retractar-se de la seva història), Dodge inventa un enginy intel·ligent. Interrompint una audiència privada a l'oficina del comissari, Dodge amenaça Carter amb un enfrontament dels seus antics companys de l'exèrcit. Dodge afirma que estan just fora de la porta, disposats a felicitar-lo per les seves accions heroiques. De fet, els homes són Bulldogs amb uniformes de l'exèrcit prestats.
Carter confessa la veritat. El comissari allibera Lexie d'imprimir una retractació. Carter rep l'ordre de dir simplement que va tenir massa crèdit per les seves accions de guerra, però ha de donar una gran part del seu sou a la Legió Americana. L'entrenador connivent de Carter també està prohibit del futbol. En Dodge és advertit que si fa algun truc antic per guanyar el següent partit, perdrà el seu lloc a la lliga.
Dodge juga en un darrer partit. Aquesta vegada serà contra Carter, que ha canviat de bàndol de Duluth a Chicago. La rivalitat per l'afecte de Lexie s'aboca al camp.
El joc no va bé per a Dodge, inclòs el fang que està el camp. Dodge decideix que el futbol s'ha de jugar sense regles. La Lexie s'adona que després d'una baralla, Dodge ha desaparegut i amb la majoria de jugadors coberts de fang, ningú pot saber qui és qui. Sembla que hi ha una intercepció i Chicago sembla haver guanyat, però quan es treu el fang es veu que el jugador no és altre que Dodge Connelly, que es va disfressar de jugador de Chicago a l'obra. El joc passa d'una intercepció a un touchdown, i els Bulldogs guanyen.
Carter li diu a Dodge que Dodge ha acabat de jugar a futbol, basant-se en l'amenaça que havia fet el comissari. Té la intenció d'explicar als diaris la història real de la seva "captura" dels soldats alemanys. Dodge argumenta que Amèrica "necessita" herois i es dona a entendre que la història real no s'explicarà. Dodge i Carter marxen en bons termes una vegada més.
Després del joc, Dodge es troba amb la Lexie i es mouen cap a la posta de sol amb la moto d'en Dodge, discutint amb humor les possibilitats del seu futur, que inclouen fallides, escàndols i temps de presó. Durant els crèdits finals, les imatges mostren a Dodge i Lexie casant-se, Carter donant 10.000 dòlars a l'exèrcit nord-americà i a l'antic gerent de Carter amb nous clients Babe Ruth i Lou Gehrig.

## Repartiment
- George Clooney com Jimmy "Dodge" Connelly
- Renée Zellweger com a Lexie Littleton
- John Krasinski com a Carter Rutherford
- Jonathan Pryce com a CC
- Stephen Root com a Suds
- Wayne Duvall com a entrenador Frank Ferguson
- Keith Loneker com a Big Gus
- Malcolm Goodwin com a Bakes
- Matt Bushell com Curly
- Tim Griffin com a Ralph
- Robert Baker com a Stump
- Nick Paones com a Zoom
- Nick Bourdages com a Bug
- Jeremy Ratchford com a Eddie
- Alex Via com a porter del marcador
- Cody Froelich com a porter del marcador
- Max Casella com a Mack Steiner
- Jack Thompson com a Harvey
- Peter Gerety com el comissari Pete Harpin
- Bill Roberson com el Sr. Dunn
- Blake Clark com a àrbitre de Chicago
- Marian Seldes com a secretari
- Thomas Francis Murphy com a Cook
- Ledisi Young com a cantant de blues (cançó interpretada "The Man I Love")
- Donnie Fowler com a reporter de Chicago Tribune

## Bases de la vida real
En una entrevista al Late Show with David Letterman, Clooney va esmentar que la trama es basava vagament en el fitxatge de George Halas de l'estrella del futbol de la Universitat d'Illinois Harold "Red" Grange. Grange va signar un contracte amb els Chicago Bears el 1925, l'endemà del seu darrer partit a Illinois.
L'equip en si es basa lliurement en els Duluth Eskimos. Clooney va explicar més tard que "Volíem anomenar-los els esquimals, però com que estàvem bevent a la pel·lícula, la NFL va dir que no podíem fer servir els noms reals".

## Producció
Leatherheads va començar el rodatge el 12 de febrer de 2007. Els llocs de rodatge inclouen principalment ubicacions a Chattanooga (Tennessee), al nord de l'estat de Carolina del Sud al voltant d'Anderson, Greenville, Ware Shoals, Greer i Travelers Rest, així com Boiling Springs i l'oest de Carolina del Nord al voltant de Statesville, Greensboro i Winston-Salem, concretament a la Hanes Middle School i al Winston-Salem Millennium Center.
L'equip i la seu del repartiment durant les escenes de Winston-Salem es van basar a la propera ciutat d'East Bend, al Comtat de Yadkin (Carolina del Nord). Les escenes del partit de futbol al principi i al final de la imatge es van filmar al Memorial Stadium, a prop del Central Piedmont Community College a Charlotte (Carolina del Nord), amb l'assessor tècnic T.J. Troup "ensenyant-los les complexitats del futbol dels anys vint perquè semblin i sonin com a jugadors reals de l'època."
Les escenes de tren van ser filmades al North Carolina Transportation Museum a Spencer (Carolina del Nord) i al Tennessee Valley Railroad Museum a Chattanooga, TN. El rodatge es va acabar a mitjans de maig de 2007. Després de ser inicialment prevista l'estrena per al desembre de 2007, l'estudi va traslladar la data d'estrena al 4 d'abril de 2008.
El 24 de març, George Clooney i Renée Zellweger van estrenar la pel·lícula a Maysville (Kentucky), lloc de naixement del pare i la tia de Clooney, Nick Clooney i Rosemary Clooney. Clooney i Zellweger van visitar Duluth per promocionar la pel·lícula.
El pianista inclinat sobre el piano amb els ulls enganxats a la música és el compositor de la música original d'aquesta pel·lícula, el compositor guanyador de l'Oscar Randy Newman. La cançó de George i Ira Gershwin "The Man I Love" es canta a la pel·lícula, però la cançó no existia el 1925. va ser "part de la partitura de 1927 per a la sàtira musical contra la guerra de Gershwin Strike Up the Band".

## Recepció

### Taquilla
En el cap de setmana d’obertura, la pel·lícula va recaptar 12,6 milions de dòlars en 2.769 sales als Estats Units i el Canadà, classificant el número 3 a la taquilla darrere del segon cap de setmana de 21 i Nim's Island, per sota de les expectatives d'Universal Studios. Els espectadors d'entre 50 i 80 anys eren el públic principal de la pel·lícula. A partir d'octubre de 2013, la pel·lícula havia guanyat uns 31,2 milions de dòlars dels Estats Units i el Canadà i 10,1 milions de dòlars d'altres mercats fent un total global de 41,3 milions de dòlars. El pressupost de la pel·lícula va ser de 58 milions de dòlars.

### Resposta crítica
A Rotten Tomatoes, la pel·lícula té una puntuació d'aprovació del 52% basada en 170 crítiques, amb una valoració mitjana de 5,81/10. El consens dels crítics del lloc web diu: "Tot i una bona premissa i un repartiment fort, aquesta comedia romàntica de futbol professional és meitat esbojararda i meitat torpe"." A Metacritic, la pel·lícula té una puntuació mitjana ponderada de 56 sobre 100, basada en 34 crítics, indicant "crítiques mixtes o mitjanes". Els públics enquestats per CinemaScore van donar a la pel·lícula una nota mitjana de "C+" en una escala d'A+ a F.
Peter Travers de Rolling Stone va escriure: "Leatherheads està més en el seu joc quan està al joc, i en la zona de l'afecte sense excuses de Clooney per les cares dels seus actors."
Kirk Honeycutt de The Hollywood Reporter va escriure: "Clooney, el director i l'estrella de la pel·lícula, no pot decidir-se com abordar la història. Un minut és una comèdia romàntica. Llavors es converteix en una bufetada, després en comèdia esbojarrada abans de lliscar cap al territori de Frank Capra."
Todd McCarthy de Variety va escriure: "Variable i divertida en la mateixa mesura, això sembla un no-iniciador teatral que els aficionats de Clooney i els devots del futbol podrien tenir la temptació de comprovar a continuació en DVD o al tub."